# Крутечек
Крутечек (пол. Kruteczek) — село в Польщі, у гміні Любаш Чарнковсько-Тшцянецького повіту Великопольського воєводства.
Населення — 119 осіб (2011).
У 1975-1998 роках село належало до Пільського воєводства.

## Демографія
Демографічна структура станом на 31 березня 2011 року:
|          | Загалом | Допрацездатний вік | Працездатний вік | Постпрацездатний вік |
| -------- | ------- | ------------------ | ---------------- | -------------------- |
| Чоловіки | 60      | 9                  | 41               | 10                   |
| Жінки    | 59      | 19                 | 30               | 10                   |
| Разом    | 119     | 28                 | 71               | 20                   |